# Johann Daniel Salzmann
Johann Daniel Salzmann (* 26. März 1722; † 20. August 1812) war ein in Straßburg ansässiger Jurist und Popularphilosoph.

## Leben
In Straßburg unterhielt Salzmann eine Tischgesellschaft, an welcher u. a. Johann Wolfgang Goethe, Jakob Michael Reinhold Lenz und Johann Heinrich Jung teilnahmen. 
Ein Verwandter von ihm trat zu Goethes Frankfurter Umkreis in Beziehung: Sein Straßburger Vetter Friedrich Rudolph Salzmann (1749–1817), ein Jahrgangsgenosse Goethes also, Theologe, Freimaurer  und Journalist, der später als Theosoph hervortrat, warb 1779 um Charlotte von Barckhaus-Wiesenhütten (1756–1823), eine wohlhabende Verwandte und Freundin Goethes aus der Wertherzeit wie auch Freundin von Goethes einstiger Verlobter Anna Elisabeth („Lili“) von Türckheim, geb. Schönemann, und trennte sich wegen der sozialen Ungleichheit noch in demselben Jahr wieder von ihr. Sie heiratete dann 1784 den Wetzlarer Richter Eberhard Christoph Ritter und Edlen von Oetinger, einen Neffen des Prälaten Friedrich Christoph Oetinger.

## Werke
- Kurze Abhandlungen über einige wichtige Gegenstände aus der Religions- und Sittenlehre, Frankfurt am Main 1776 (Faksimile: Metzler, Stuttgart 1966)